# Louise Doos

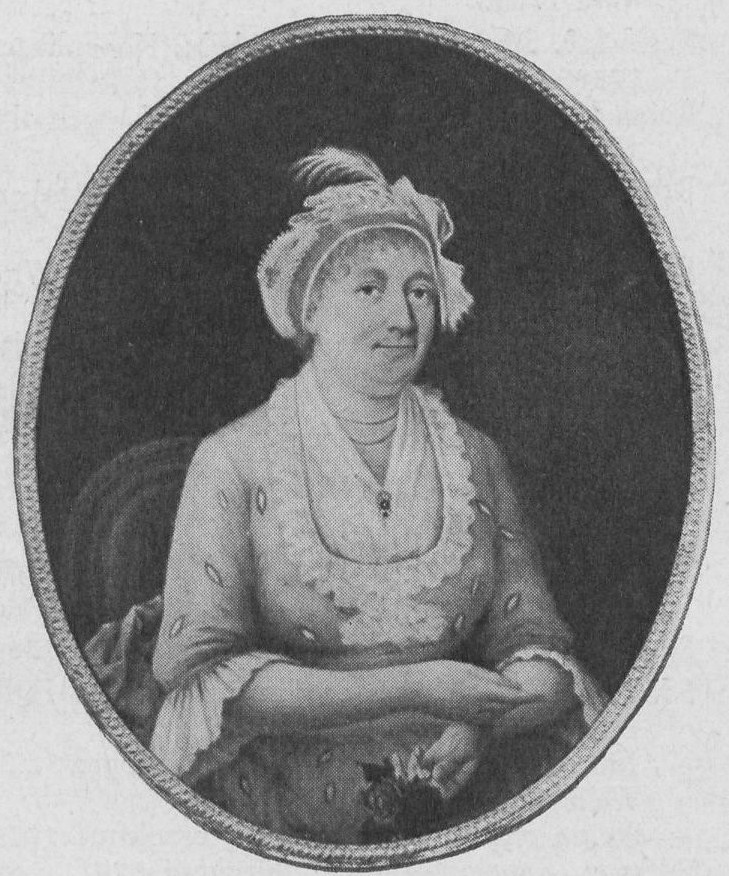
Louise Doos

Louise Charlotte Dorothea Christina Doos (* 9. Oktober 1758 in Glückstadt als Louise von Wolters; † 15. Juni 1829 in Wilster) war eine Persönlichkeit des öffentlichen Lebens in der schleswig-holsteinischen Stadt Wilster. In Anerkennung ihrer Verdienste wurde Doos 1828 vom dänischen König Friedrich VI. der Titel Etatsrätin verliehen. 

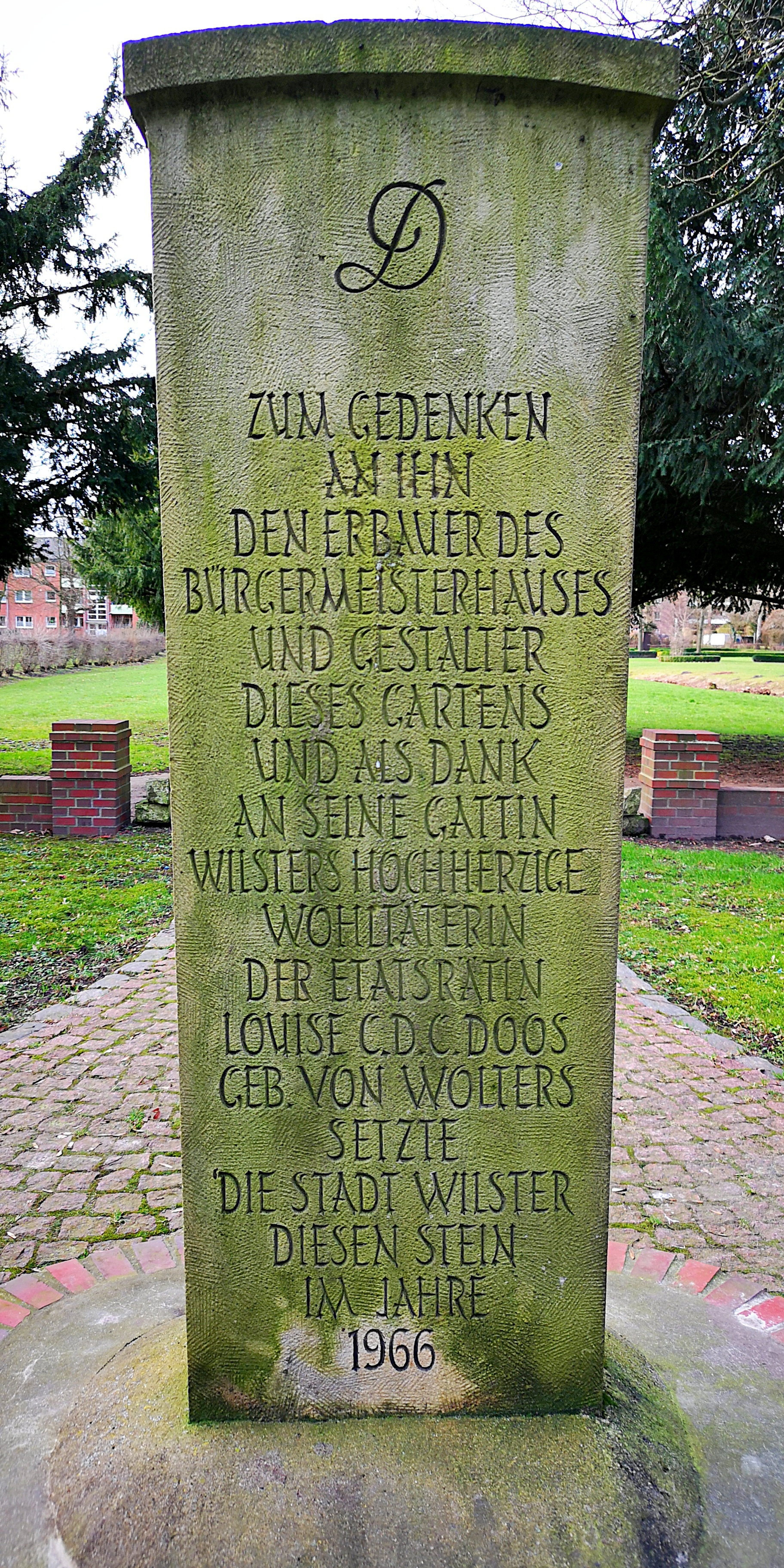
Gedenkstein im Bürgermeistergarten von Wilster

## Leben
Louise Doos war die Tochter des dänischen Oberstleutnants Georg Detlef von Wolters (gest. 1766) und der Anna Margarete Wolters geb. Michaelsen (1726–1799). Der in Wilster lebende Etatsrat Michaelsen war ihr Onkel und später ebenso ihr Schwager, weil er mit einer Schwester ihres späteren Ehemannes verheiratet war. Als Teil einer dynastischen Heiratspolitik in der Wilstermarsch wurde Louise schon als Kind dem in Wilster ansässigen und etwa 20 Jahre älteren Kanzleirat Johann Hinrich Doos (1738–1804) versprochen.
Die Eheschließung fand am 6. Oktober 1784 statt. Bereits ein Jahr später begann man mit dem Bau eines repräsentativen Wohnhauses, das später als Doos’sches Palais bezeichnet wurde.
Aus der Ehe gingen drei Söhne hervor, von denen zwei bereits im Kleinkindalter starben.
Louise Doos starb am 15. Juni 1829 in Wilster. Das Grabmal befindet sich im heutigen Stadtpark von Wilster, dessen Fläche bis 1859 als Friedhof genutzt wurde.

## Vermächtnis

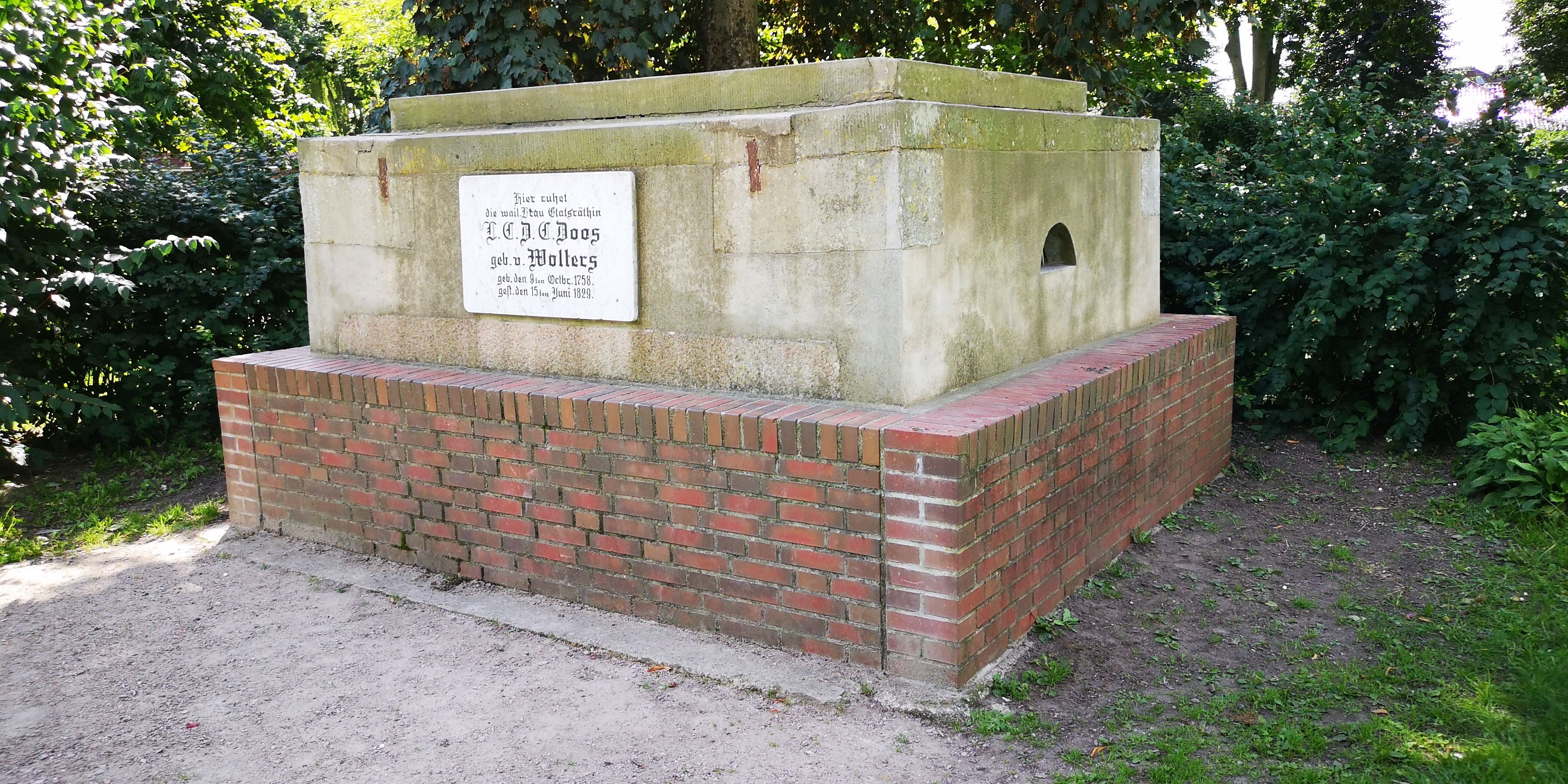
Grabmal von Louise Doos im Stadtpark von Wilster

Nachdem 1804 ihr Ehemann und 1807 ihr letzter Sohn verstorben waren, hatte sie keine leiblichen Erben mehr. Daher übereignete sie in ihrem Testament den Grundbesitz der Familie sowie die Erträge aus ihrem Vermögen an die Stadt Wilster sowie an Bedürftige des Ortes. In diesem Zusammenhang gingen ihr Wohnhaus sowie die dazu gehörige Gartenanlage in den Besitz der Stadt Wilster über. Das Wohnhaus diente bis 2006 als Rathaus („Neues Rathaus“) und wird noch heute als Stadtarchiv genutzt.
Größere Geldbeträge bzw. Zinserträge wurden an verschiedene Personengruppen und Stiftungen vermacht, sodass Louise Doos bis heute als „Wohltäterin der Stadt“ bezeichnet wird.

## Ehrungen
In Wilster wurden Straßen nach Louise Doos (Etatsrätin-Doos-Strasse) sowie ihrem Onkel (Etatsrat-Michaelsen-Strasse) benannt, die miteinander verbunden sind. Von der Bürger-Schützen-Gilde Wilster von 1380 e. V werden alljährlich am sogenannten „Gildesonntag“ durch eine Laienspielgruppe Szenen aus dem Leben von Louise Doos aufgeführt.
Im Bürgermeistergarten der Stadt befindet sich ein Gedenkstein für Johann Hinrich und Louise Doos.